# Långsjön, Attmars distrikt
Långsjön är en ort i vid sjön med samma namn i Sundsvalls kommun. Från 2015 avgränsar SCB här en småort.